# Wladimir Balentien
Wladimir Ramon Balentien (Willemstad, 2 de julio de 1984) es un jardinero de béisbol profesional holandés-curazao que actualmente es agente libre. Jugó en Major League Baseball (MLB) para los Seattle Mariners y Cincinnati Reds, y en Nippon Professional Baseball (NPB) para Tokyo Yakult Swallows y Fukuoka SoftBank Hawks. En 2013, rompió el récord de home runs de una temporada de la NPB de 55, anteriormente en manos del líder de jonrones de todos los tiempos del béisbol profesional Sadaharu Oh, el estadounidense Tuffy Rhodes y el venezolano Alex Cabrera. Balentien terminó la temporada con 60 jonrones.

## Trayectoria
Balentien es un jardinero diestro. A la edad de dieciséis años, Balentien firmó un contrato con los Marineros de Seattle en julio de 2000. Jugó en varios equipos de esta organización y pasó por la Liga Dominicana en el 2000 y la Liga Venezolana en el 2001 y 2002 por toda la Liga Menor, donde fue nombrado Jugador Más Valioso por su club cada temporada.  En 2003, también rompió el récord de jonrones en la Liga de Novatos de Arizona con los Peoria Mariners, que fijó en 16. Además, fue el Novato del Año de la Liga de la Costa del Pacífico en 2007. Estuvo consistentemente en la lista de 40 hombres de los Marineros antes de las temporadas 2005, 2006, 2007 y 2008. Finalmente hizo su debut en la Major League estadounidense el 4 de septiembre de 2007 para el equipo principal de los Marineros. Aquí, Balentien jugó tres juegos como bateador emergente. En la temporada 2008, volvió a jugar para los Marineros, pero luego pasó a la Liga Menor y jugó para los Tacoma Rainiers, donde también jugó el año anterior. Jugó 124 juegos esa temporada para el equipo Triple A de los Marineros de Seattle y regresó al equipo principal el 30 de abril de 2008. En el juego contra los Indios de Cleveland, conectó dos hits, incluido un jonrón de tres carreras, y jugó su primer juego completo en las Grandes Ligas.
Balentien se unió a la lista del equipo nacional de béisbol holandés en 2004. Participó en el torneo preolímpico en Nettuno y en los Juegos de 2004 en Atenas. En Nettuno, conectó un jonrón solitario en su primer juego al sacar la pelota fuera del estadio y jugó en los cuatro juegos en los que acumuló tres hits. Durante los Juegos Olímpicos, jugó en seis juegos, tuvo solo dos hits (.133), dos carreras y dos carreras impulsadas y conectó otro jonrón. Como jardinero, jugó impecablemente e hizo cinco recepciones en seis juegos. A finales de 2004 recibió el Trofeo Guus van der Heijden Memorial de la KNBSB como mejor jugador internacional menor de 23 años. Después de esto, Balentien ya no tuvo la oportunidad de jugar para Holanda. Justo antes de que quisiera regresar en preparación para el Clásico Mundial de Béisbol, su empleador, los Marineros de Seattle, lo despidió del entrenador nacional Robert Eenhoorn debido a una lesión en el tendón de la corva.
Desde 2011, Balentien juega para el equipo de béisbol profesional japonés Yakult Swallows (Liga Central). En 2013, rompió el récord japonés de jonrones por temporada. El récord de 55 jonrones establecido por la estrella japonesa Sadaharu OH en 1964 ya había sido empatado dos veces antes, pero Balentien solo lo eliminó de los libros en 2013. Balentien terminó la temporada con 60 jonrones.